# 喜界島
喜界島（日语：／ Kikai-jima，琉球語：／ ）是日本九州南方海面上奄美群島中的一個由珊瑚礁隆起所形成的島嶼，位於奄美大島東側，面積56.94平方公里。行政區劃屬於鹿兒島縣喜界町。
有學者認為此島可能是日本歷史中記載到的鬼界島。

## 外部連結
- （日語） 喜界島.com
- OpenStreetMap上有關喜界島的地理